# Притуляк Денис
Денис-Богдан Притуляк (* 12 серпня 1912, м. Долина, нині Івано-Франківська область — † ? ймовірно США) — повітовий провідник ОУН Долинщини (1934), член обласного проводу ОУН Кам'янець-Подільської області (1941).

## Життєпис
Народився 12 серпня 1912 року у місті Долині (Австро-Угорщина, нині Івано-Франківської області, Україна).
У 1930 році закінчив Стрийську гімназію. Був членом «Пласту» — 5 курінь імені князя Ярослава Осмомисла.
Член ОУН з 1929 року. Активний організатор антипольських акцій на території Долинського повіту. Обіймав посаду повітового провідника ОУН Долинщини у 1934 році.
Політв'язень польських тюрем, а з серпня по грудень 1935 перебував у концтаборі «Береза Картузька».
1 березня 1938 року на суді в місті Стрий засуджений за участь в ОУН та вбивстві комуніста Бабія до 3 років ув'язнення. Вийшов на волю у вересні 1939.
Учасник похідних груп ОУН, член обласного проводу ОУН Кам'янець-Подільської області у другій половині 1941.
Після Другої світової війни на еміграції у США.